# Deutsche Beachhandball-Meisterschaften 2015
Die Deutsche Beachhandball-Meisterschaft 2015 waren einschließlich der fünf inoffiziellen Titelkämpfe die 20. Meisterschaften im Beachhandball. Sie wurde vom Deutschen Handballbund (DHB) ausgerichtet.
Die Teilnehmer der Meisterschaft qualifizierten sich dafür über eine vorgeschaltete Reihe von Turnieren, der Deutschen Beachhandball Tour, in der je nach Erfolgen Punkte gesammelt werden konnten. Am Ende qualifizierten sich jeweils zehn Frauen- und Männermannschaften für die Spiele am 1. und 2. August des Jahres. Austragungsort war das Sportgelände an der Nürnberger Straße des Tuspo Waldau 1889 in Kassel. Die Mannschaften wurden auf Fünfergruppen aufgeteilt, die besten vier Platzierten jeder Gruppe qualifizierten sich für die Viertelfinals. Insgesamt wurden 56 Spiele ausgetragen.
Die Titelkämpfe waren die ersten wieder offiziell vom DHB ausgerichteten Meisterschaften, nachdem sich der Verband seit 2012 komplett aus dem Beachhandball zurückgezogen hatte. 2014 hatte ein neues Präsidium eine vollständige Kehrtwende vollzogen und auch rückwirkend schon die Titelkämpfe 2014 als offizielle Meisterschaft anerkannt. Die Siegerehrung nahm vor 200 Zuschauern der Finalspiele der Vizepräsident für Amateur- und Breitensport des DHB, Andreas Michelmann mit Unterstützung des Mitgliedes der Beachhandball-Kommission der Europäischen Handballföderation Marco Trespidi, sowie Kassels Bürgermeister und Sportreferent Jürgen Kaiser, vor.
| Frauen Details | Kassel Sportgelände an der Nürnberger Straße | Strandgeflüster Minden | 2:1 | Brüder Ismaning | BonnBons              | 2:1 | CAIPIranhas Erlangen |
| Männer Details | Kassel Sportgelände an der Nürnberger Straße | BHC Sand Devils Minden | 2:0 | BTVGA Göppingen | Beachbanausen Münster | 2:0 | Nordlichter Bremen   |